# Karisma Kapoor
Karisma Kapoor (Mumbai, 25 giugno 1974) è un'attrice indiana.
Il suo soprannome è "Lolo". Ha fatto il suo debutto a Bollywood nel 1991 con il film Prem Qaidi. Appartiene a una delle più famose famiglie di attori indiani: sua sorella più piccola è Kareena Kapoor, il padre Randhir Kapoor, la madre Babita, lo zio Rishi Kapoor, il nonno Raj Kapoor e il bisnonno Prithviraj Kapoor.
Nel corso degli anni è stata capace di interpretare svariati ruoli.
Si è presa due periodi di pausa dall'attività di recitazione: il primo nel 1998 e il secondo dal 2003 al 2006, in seguito al matrimonio con l'industriale Sanjay Kapur, dalla cui unione è nata una bambina, Samaira, nel 2005.

## Filmografia

### Cinema
- Prem Qaidi, regia di K. Muralimohana Rao (1991)

- Police Officer, regia di Ashok Gaekwad (1992)
- Nishchaiy, regia di Esmayeel Shroff (1992)
- Deedar, regia di Pramod Chakravorty (1992)
- Jigar, regia di Farogh Siddique (1992)
- Sapne Saajan Ke, regia di Lawrence D'Souza (1992)
- Muqabla, regia di Rama Rao Tatineni (1993)
- Anari, regia di K. Muralimohana Rao (1993)
- Sangram, regia di Lawrence D'Souza (1993)
- Shaktiman, regia di K.C. Bokadia (1993)
- Dhanwaan, regia di K. Viswanath (1993)
- Jaagruti, regia di Suresh Krishna (1993)
- Raja Babu, regia di David Dhawan (1994)
- Dulaara, regia di Vimal Kumar (1994)
- Prem Shakti, regia di Shibu Mitra (1994)
- Khuddar, regia di Iqbal Durrani (1994)
- Andaz, regia di David Dhawan (1994)
- Yeh Dillagi, regia di Naresh Malhotra (1994)
- Aatish: Feel the Fire, regia di Sanjay Gupta (1994)
- Suhaag, regia di Kuku Kohli (1994)
- Andaz Apna Apna, regia di Rajkumar Santoshi (1994)
- Gopi Kishan, regia di Mukesh Duggal (1994)
- Jawab, regia di Ajay Kashyap (1995)
- Maidan-E-Jung, regia di K.C. Bokadia (1995)
- Coolie No. 1, regia di David Dhawan (1995)
- Megha, regia di Mohanji Prasad (1996)
- Saajan Chale Sasural, regia di David Dhawan (1996)
- Krishna, regia di S. Deepak e Deepak S. Shivdasani (1996)
- Jeet, regia di Raj Kanwar (1996)
- Bal Bramhachari, regia di Prakash Mehra e Bindu Shukla (1996)
- Sapoot, regia di Jagdish A. Sharma (1996)
- Raja Hindustani, regia di Dharmesh Darshan (1996)
- Rakshak, regia di Ashok Honda (1996)
- Ajay, regia di Suneel Darshan (1996)
- Papi Gudia, regia di Lawrence D'Souza (1996)
- Judwaa, regia di David Dhawan (1997)
- Hero No. 1, regia di David Dhawan (1997)
- Lahoo Ke Do Rang, regia di Mehul Kumar (1997)
- Mrityudaata, regia di Mehul Kumar (1997)
- Dil To Pagal Hai, regia di Yash Chopra (1997)
- Silsila Hai Pyar Ka, regia di Shrabani Deodhar (1999)
- Biwi No.1, regia di David Dhawan (1999)
- Haseena Maan Jaayegi, regia di David Dhawan (1999)
- Hum Saath-Saath Hain, regia di Sooraj Barjatya (1999)
- Jaanwar, regia di Suneel Darshan (1999)
- Dulhan Hum Le Jayenge, regia di David Dhawan (2000)
- Chal Mere Bhai, regia di David Dhawan (2000)
- Hum To Mohabbat Karega, regia di Kundan Shah (2000)
- Fiza, regia di Khalid Mohamed (2000)
- Shikari, regia di N. Chandra (2000)
- Zubeidaa, regia di Shyam Benegal (2001)
- Aashiq, regia di Indra Kumar (2001)
- Ek Rishtaa - The Bond of Love, regia di Suneel Darshan (2001)
- Haan Maine Bhi Pyaar Kiya, regia di Dharmesh Darshan (2002)
- The power - Il potere (Shakthi: The Power), regia di Krishna Vamsi (2002)
- Rishtey, regia di Indra Kumar (2002)
- Baaz, regia di Tinnu Verma (2003)
- Mere Jeevan Saathi, regia di Suneel Darshan (2006)
- Om Shanti Om, regia di Farah Khan (2007)
- Dangerous Ishhq, regia di Vikram Bhatt (2012)